# Юрій Дацко
Юрій Дацко (народився 10 серпня 1931 в селі Паризівці, округ Снина, нині Словаччина) – український журналіст і театральний діяч у Словаччині. 

## Життєпис
Закінчив Київський університет (1958). 
Редактор українських періодичних видань у Пряшеві – газети «Нове життя» (1958–1970, 1984–1991), журналів «Дружно вперед» (1990–1991), «Веселка» (1991–1998)
Завідувач літературною частиною (1970–84) та художній керівник драми (1982–1984) Українського народного театру; драматург української студії Словацького радіо у Пряшеві (1974–1978). 

## Творчість
Упорядник книг «Піонери УНТ» (1981, Пряшів), «40 років УНТ» (1985, Пряшів); 
Автор радіоп’єси «Христос родився» (1992, Пряшів); 
Автор статей про національно-політичне та культурно-громадське життя українців Словаччини, перекладів п’єс словац. і чес. авторів, інсценізацій народних казок. 
В українській редакції Словацького радіо в Кошицях веде рубрику «З культурно-історичного календаря» (від 2003).